# Helsinki Open 2010
Die Helsinki Open 2010 fanden vom 26. bis zum 28. November 2010 in Helsinki statt. Es war die vierte Austragung dieser internationalen Meisterschaften von Finnland im Badminton.

## Medaillengewinner
| Disziplin    | Gold                               | Silber                              | Bronze                                 |
| ------------ | ---------------------------------- | ----------------------------------- | -------------------------------------- |
| Herreneinzel | Eetu Heino                         | Oskari Saarinen                     | Markus Heikkinen                       |
| Herreneinzel | Eetu Heino                         | Oskari Saarinen                     | Nikolai Ukk                            |
| Dameneinzel  | Karoliine Hõim                     | Airi Mikkelä                        | Saara Hynninen                         |
| Dameneinzel  | Karoliine Hõim                     | Airi Mikkelä                        | Irina Khlebko                          |
| Herrendoppel | Victor Malutin Nikolai Ukk         | Jesper Hertzen Von Tuomas Palmqvist | Henri Aarnio Anton Kaisti              |
| Herrendoppel | Victor Malutin Nikolai Ukk         | Jesper Hertzen Von Tuomas Palmqvist | Akseli Danskanen Oskari Larkimo        |
| Damendoppel  | Elena Dubovenko Ksenia Polikarpova | Karoliine Hõim Sanni Rautala        | Irina Khlebko Natalja Rogova           |
| Damendoppel  | Elena Dubovenko Ksenia Polikarpova | Karoliine Hõim Sanni Rautala        | Mathilda Lindholm Jenny Nyström        |
| Mixed        | Eetu Heino Karoliine Hõim          | Anton Kaisti Jenny Nyström          | Victor Malutin Anastasia Kharlampovich |
| Mixed        | Eetu Heino Karoliine Hõim          | Anton Kaisti Jenny Nyström          | Mikko Vikman Sanni Rautala             |